# Genocida původních obyvatel
Genocida původních obyvatel je označení pro masové zničení komunit původních obyvatel. Za původní obyvatele jsou v tomto kontextu považováni lidé, jejichž historické a soudobé území je okupováno koloniální mocí.
Ačkoliv genocida jako taková byla popsána až v polovině 20. století Raphaelem Lemkinem, v praxi se děla již dříve. Známými případy jsou genocidy původních obyvatel v Amerikách, Africe a Asii během koloniální expanze Evropanů. Podle Lemkina má v sobě kolonialismus genocidu vnitřně zakořeněnou. Genocida má dle něj dvě fáze. V první vnější moc zničí tradiční způsob života původních obyvatel a ve druhé jim vnutí svůj vlastní. Britský antropolog David Maybury-Lewis popsal dvě varianty koloniální genocidy původních obyvatel. První je vyčištění území od původních obyvatel s cílem získat tamní přírodní zdroje, druhou je zotročení původních obyvatel pro nucenou práci. 
V debatách akademiků se také zmiňuje kulturní genocida (někdy nazývaná etnocida). V tomto případě nemusí docházet k fyzické likvidaci původních obyvatel, jako spíše ke zničení jejich identity a vlastní kultury. Příkladem tohoto typu genocidy může být zacházení s Tibeťany a Ujgury pod nadvládou Číny nebo nucená asimilace původních obyvatel Amerik, zejména v USA a Kanadě. 

## Debata
Koncept genocidy představil Raphael Lemkin v roce 1944, přičemž genocidou mínil masové zničení národa nebo etnika. Pojem je složen z řeckého výrazu genos (rasa, kmen) a latinského tide (zabíjení). Genocida ovšem nutně neznamená masové vyvraždění, označuje také dlouhodobější praxi potlačování skupiny obyvatel s cílem jejího postupného vyhlazení, a to jak vymýcením jejich kultury, tradic, náboženství, tak rovněž jejich podrobením a zbavením je politických a lidských práv. Po druhé světové válce, v roce 1948, byl koncept genocidy přijat OSN. Definice OSN genocidu považuje za zločin proti lidskosti vymezený mezinárodním trestním právem jako „úmyslné a systematické zničení, celé nebo části, etnické, rasové, náboženské nebo národnostní skupiny“. 
Označení historické události za genocidu je vždy předmětem rozsáhlých debat akademiků. Příkladem složitosti vymezení je kolonizace Amerik, během které za první století kolonizace zemřelo 90 % původních obyvatel. Stále se debatuje, zda šlo o genocidu dle definice, jelikož panuje shoda, že za většinu úmrtí původních obyvatel Amerik mohou epidemie evropských a afrických nemocí, které byly na americký kontinent zavlečeny – alespoň částečně –  neúmyslně. Někteří akademici však namítají, že šíření smrtelných nemocí je také forma genocidy. Zde je pouze nutné rozlišovat úmyslné a neúmyslné nakažení. Akademici Tai S Edwards a Paul Kelton ve své studii z roku 2020 popsali, jak byly nemoci využity v dobývání Amerik a že je nelze využívat jako výmluvu pro omlouvání genocidy na původních obyvatelích.

## Původní obyvatelé Ameriky (před rokem 1948)

### Španělská kolonizace Amerik

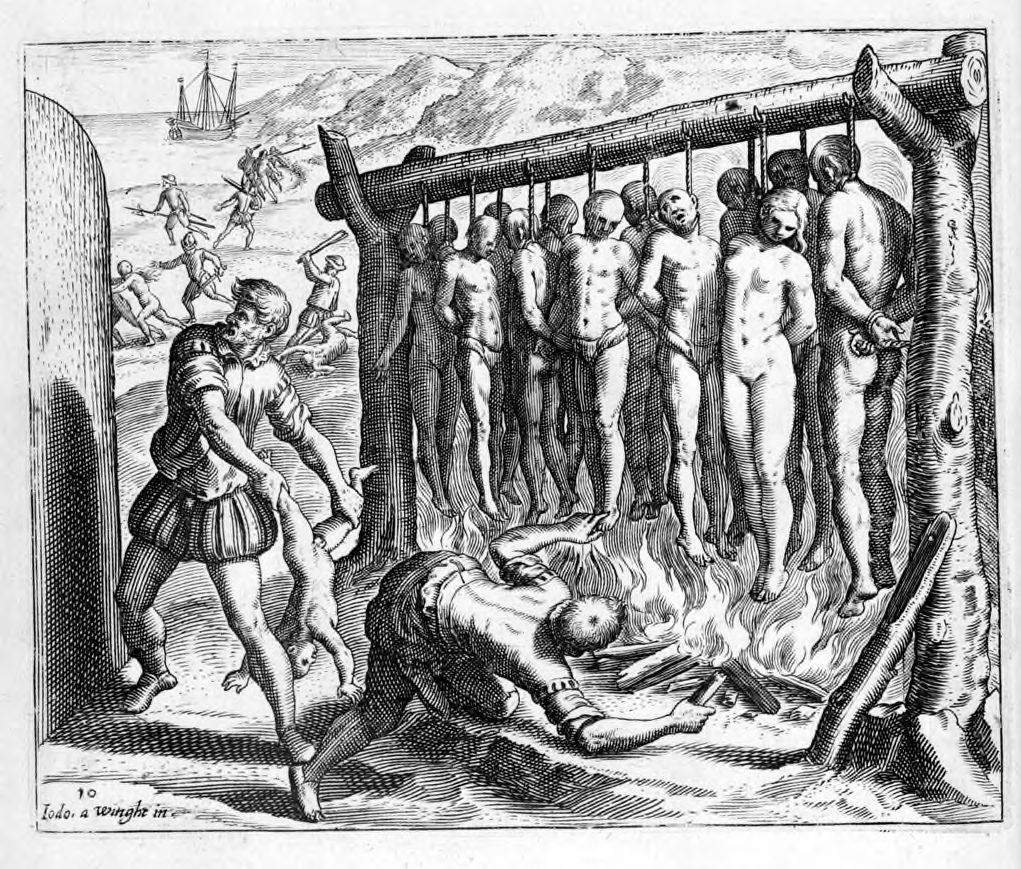
Ilustrace Theodora de Bry pro knihu O zemích indijských pustošení a vylidňování od Bartolomé de las Casas (1552). Zachycuje brutální jednání Španělů v Hispaniole.

Odhaduje se, že během původní španělské kolonizace Amerik došlo k zabití až osmi milionů původních obyvatel (zejména v důsledku epidemií nemocí Eurafrasie). Jde o první masovou genocidu v moderních dějinách. Brutalitu a systematické vyvražďování Taínů v Karibiku popsal již v roce 1542 Bartolomé de las Casas ve zprávě O zemích indijských pustošení a vylidňování určené španělskému králi Karlovi V. Tato zpráva vedla k rychlému přijetí tzv. nových zákonů, které měly zajistit lepší zacházení s původním obyvatelstvem Amerik ve španělských koloniích. Las Casas například popsal, jak došlo během několika prvních desetiletí kolonizace k poklesu počtu původních obyvatel v Hispaniole ze 400 000 na pouhých 200. Jeho líčení chování Španělů v novém světě bylo jedním z hlavních zdrojů vzniku Černé legendy. Přestože jeho popis byl emotivní a lehce zmanipulovaný, aby podpořil své argumenty, i dnešní akademici potvrzují, že ačkoliv nemoci hrály hlavní roli, jejich šíření bylo ovlivněno zotročením původních obyvatel a jejich nuznými životními podmínkami v zajetí. Lidský faktor Španělů tedy bezesporu rovněž hrál svou roli. 
V roce 1503 zavedli Španělé na území kolonií tzv. encomiendu. V teorii deklamovali, že jejich cílem je civilizovat původní obyvatele, asimilovat je do své kultury a přivést je ke křesťanství, ovšem v praxi je spíše zotročovali na nucenou práci. Jednání Španělů vedlo například k vyvraždění Aravaků, kteří umírali zejména v dolech na zlato, ve kterých každých šest měsíců zemřela třetina pracujících. Španělé s původními obyvateli tedy jednali jako se zdánlivě nevyčerpatelnými zdroji pracovní síly. Historik David Stannard označil systém enconmiendy za genocidu, která stála životy miliony lidí.

### Britská kolonizace Amerik
Britové začali nový svět kolonizovat od začátku 17. století, kdy založili svou první stálou kolonii Jamestown. V době jejich připlutí žilo v tamní oblasti 30 000 původních obyvatel. Ti s kolonisty často válčili a kolonii tak bylo těžké udržovat. V roce 1622 proto převzala správu kolonie britská vláda od krachující London Company. Následně nastal populační i územní rozvoj. Během 150 let správy v rukou Britů do Ameriky připluly tisíce lidí různých vyznání. Britská vláda tam rovněž vyvezla kolem 100 000 vězňů. V letech 1775 až 1783 došlo k americké válce za nezávislost a vyhlášení nezávislosti Spojených států amerických. Po prohrané válce desetitisíce britských loyalistů odešlo na území dnešní Kanady. Během celého období kolonizace území Brity a později Američany docházelo k násilným střetům s původními obyvateli, které zahrnuje pojem Indiánské války.

#### Genocida Karibů (1626)
Genocida Karibů byl masakr 2 000 příslušníků ostrovních původních obyvatel, kterou spáchali angličtí a francouzští kolonisté v roce 1626 na ostrově Svatý Kryštof. Příčinou masakru byly potyčky Karibů se stále se rozrůstajícími evropskými kolonisty. Náčelník Karibů Tegremond se proto rozhodl na Evropany zaútočit s pomocí dalších ostrovních původních obyvatel. Jeho plán byl ovšem vyzrazen a Evropané proto přichystali past. Pozvali přední Kariby na oslavu, na které je otrávili. Téže noci jich 120 povraždili ve spánku. Druhého dne zahnali zbylých 2 000 až 4 000 Karibů do oblasti Bloody Point, kde jich 2 000 na místě zmasakrovali. Zbylí Karibové z ostrova uprchli, ovšem předpokládá se, že většina byla v následujících desetiletích podrobena a zotročena jinými kolonisty.

#### Pokus o vyvraždění Pequotů (1636–1638)

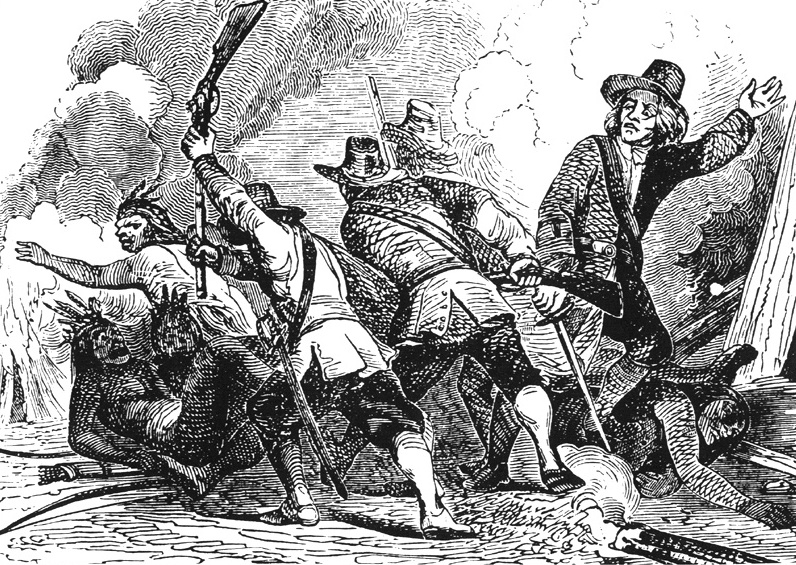
Rytina z 19. století zachycující Pequotskou válku.

Pequotská válka byl ozbrojený konflikt mezi Pequoty a spojenými kolonisty z Plymouthské kolonie a Saybrookské kolonie za přispění pomoci jiných indiánských kmenů z let 1636 až 1638. Válka vedla v drtivou porážku Pequotů. Kolonisté vypsali odměnu za hlavu (a později jen za skalp) zabitých Pequotů. Výsledkem bylo zabití 700 osob. Zbylí příslušníci kmene byli prodáni do otroctví do Západní Indie nebo se stali zajatci jiných kmenů. Koloniální správa je později označila za vymřelé. Ovšem Pequotům se podařilo přežít a i dnes jsou uznáni federální vládou USA.

#### Masakr Narragansettů (1675)
Masakr Narragansettů se udál za války krále Filipa v prosinci 1675 v Nové Anglii. Masakr reagoval na vypálení usedlosti osadníků kmenem Narragansettů, během čehož zemřelo minimálně 15 lidí. Krátce poté se Evropané z kolonií Plymouth, Connecticut a Massachusetts Bay vydali na trestnou výpravu. Když dorazili do hlavního osídlení Narragansettů na Rhode Islandu vypálili ho do základu a obyvatele zavraždili nebo vyhnali. Během jejich řádění zemřelo zhruba 100 narragansettských válečníků a stovky civilistů. Ovšem i Narragansettům se podařilo přežít do dnešních dnů.

#### Mezikoloniální války (1754–1763)
V průběhu mezikoloniálních válek velitel britských jednotek baron Jeffery Amherst schválil použití „biologických zbraní“ v boji proti příslušníkům kmene Ottawa. V červnu 1755 guvernér Massachusettes William Shirley oficiálně začal nabízet odměnu 40 liber za skalp muže a 20 liber za skalp žen a dětí. Tato praxe se pak během válek s indiány dále šířila, což vedlo k značnému nárůstu zabíjení původních obyvatel.

### Kanada

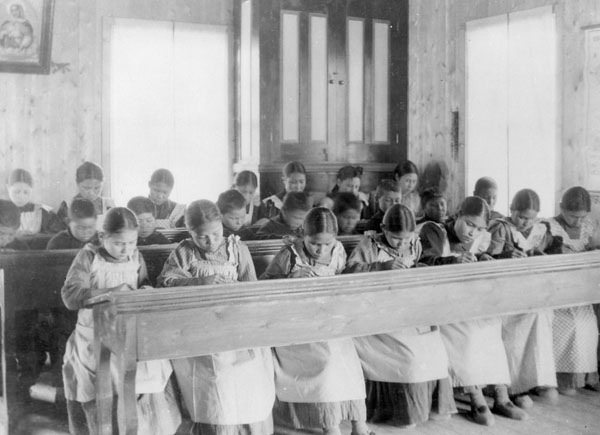
Třída během vyučování v římskokatolické internátní škole v Fort Resolution.

V roce 1709 guvernér Nové Francie Jacques Raudot vydal nařízení umožňující zotročení původních obyvatel. Nařízení ovšem jen legitimizovalo a zrychlilo již delší dobu fungující praxi. 
Situace v koloniích Francie na území dnešní Kanady byla nejdříve vcelku přívětivá (zejména oproti násilnému přístupu Britů v koloniích Ameriky). První národy a Métisové hráli významnou roli v ukotvení prvních kolonií Francouzů, kdy fungovali i jako průvodci při průzkumu území. Nicméně v roce 1829 byl kmen Beothuků z Newfoundlandu označen za vymřelý (důvodem byly epidemie nemocí, ale také odříznutí od zdrojů obživy, které převzali kolonisté). Někteří akademici se domnívají, že šlo o úmyslné jednání Evropanů, čímž by šlo o genocidu. Jiní ovšem mají své pochyby.
V dnešní době více převládá pojetí spáchání kulturní genocidy. K ní docházelo v 19. a 20. století například systémem povinných převýchovných internátních škol pro původní obyvatele. Kulturní genocida spáchaná vládou Kanady byla potvrzena zprávou Komise pro pravdu a usmíření z roku 2015. Systémem škol prošlo kolem 150 000 dětí původních obyvatel, které byly násilně odejmuty svým rodinám a převychovány, aby převzaly nově vznikající kulturu Kanaďanů a konvertovaly ke křesťanství. Docházelo také k nucené sterilizaci žen.

### Mexiko

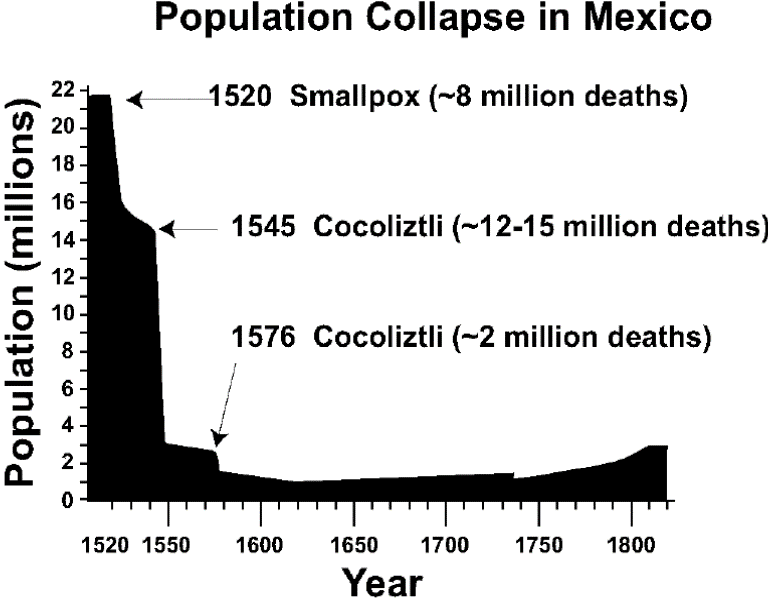
Graf poklesu populace v Mexiku v letech 1520 až 1820 s vyznačením epidemií.

#### Apačové
V roce 1835 byla státem Sonora vyhlášena odměna za Apače, která se postupně vyvinula na oficiální státní poplatek 100 pesos za skalp muže. Roku 1837 začal obdobnou odměnu vyplácet také stát Chihuahua (ovšem i za ženy a děti).

#### Mayové
Půl století trvající válka (1847–1901) o Yucatán zahájena povstáním Mayů proti Španělům stála život 200 000 osob (dohromady na obou stranách konfliktu).

#### Jakiové
Odbojný lid Jakiů se vláda (zejména pod prezidentstvím Porfiria Díaze) rozhodla potlačit systematickým zotročením a masakry. Jen za vlády Díaze se počet příslušníků kmene Jakiů snížil z 30 000 na 7 000. Prezident dnešního Mexika Andrés Manuel López Obrador v roce 2019 za tento státní zločin nabídl svou omluvu.

### USA

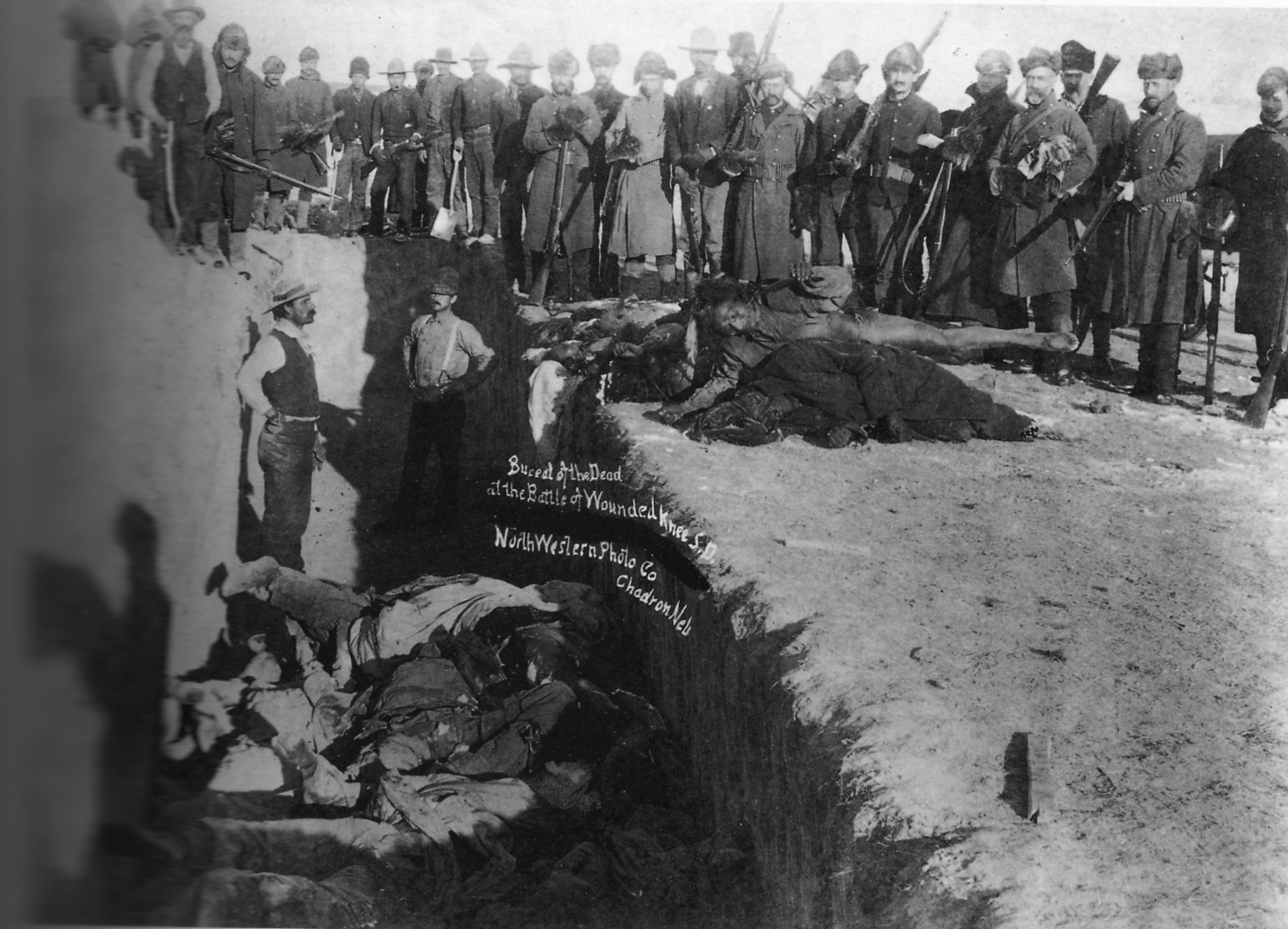
Masový hrob pro Lakoty po masakru u Wounded Knee (1890).

#### Cesta slz a indiánské války
I po vyhlášení nezávislosti USA docházelo k násilným střetům s původními obyvateli, které lze souhrnně popsat pojmem Indiánské války. V roce 1830 byl v USA přijat zákon o odsunu původních obyvatel z východního pobřeží na západ za řeku Mississippi. Takto bylo odsunuto kolem 60 000 osob (příslušníci kmenů Čerokíů, Seminolů a dalších). Odhady udávají, že během transportu, kterému se dnes říká Cesta slz, zemřelo nejméně 4 000 osob. Další akademici se domnívají, že vojáci vedli například Čerokíe úmyslně přes území zasažená epidemiemi. V tomto důsledku následně zemřelo 8 000 Čerokíů, tj. tehdy zhruba polovina.
Postupné dobývání území Američany vedlo k výraznému poklesu počtu původních obyvatel a jejich uzavření do tzv. indiánských rezervací. 

#### Kalifornská genocida
USA začalo kolonizovat území dnešní Kalifornie v roce 1845 mexicko-americkou válkou. Dohoda z roku 1848 přiřkla USA přes 500 000 čtverečních mil nového území. Přísun nových kolonistů posílila zlatá horečka. Ta ovšem také v důsledku vedla k více konfliktům Američanů s původními obyvateli a jejich vraždění. Série konfliktů vedla ke genocidě a téměř vyvraždění Jukiů žijících na území dnešní Kalifornie. Ze 3 500 příslušníků kmene přežilo jen 100. Podle odhadů antropologa Russella Thorntona mohla být populace předkolumbovské Kalifornie zhruba 300 000 osob. Do roku 1849 se jejich počet zejména kvůli epidemiím snížil zhruba na polovinu (150 000). Ovšem do roku 1890 klesl na 20 000, zejména kvůli vraždění a zotročení. V roce 2019 se guvernér Kalifornie Gavin Newsom za tuto genocidu ve jménu státu omluvil.

### Cono sur
V regionu Jižní Ameriky, v tzv. Cono sur, se ve druhé polovině 19. století stali původní obyvatelé oběťmi expanze států Argentiny a Chile. Při podrobování si regionu Araucanía chilská armáda vyvlastnila území kmene Moluče. Argentina si obdobně vedla při tzv. dobývání pouště na jihu Patagonie. Armády Argentiny i Chile obsadily území patřící původním obyvatelům a prováděly na nich genocidu. V oblasti Ohňové země došlo do konce 19. století ze strany Chile k téměř úplnému vyhlazení kmene Selknamů. Počet jeho příslušníků se snížil ze 4 000 na 500. Přeživší byli násilně deportováni do internačního tábora na sousedním ostrově Dawson. Expanze Argentiny má zase na svědomí životy původních obyvatel regionu Chaco.

#### Paraguay
Během Paraguayské války (1864–1870) se aliance Brazílie, Argentiny a Uruguaye rozhodla zničit Paraguay a rozdělit si tamní území. Za pět let války došlo k zásadnímu snížení populace Paraguaye, a to zejména dospělých mužů (údajně až o 99 %). Ze 420 000 obyvatel válku přežilo jen 14 000 mužů a 180 000 žen. Autor Steven Pinker ve své knize uvedl, že Paraguayská válka stála život 400 000 lidí, včetně 60 % populace Paraguaye, a tím byla jedním z nejničivějších konfliktů své doby.

#### Brazílie
Mezi lety 1900 a 1957 vymizelo kolem 80 kmenů původních obyvatel dnešní Brazílie. Celkově šlo o přibližně milion lidí, kteří z 80 % byli vyvražděni nebo podlehli epidemiím.

## Původní obyvatelé Afriky a Asie (před rokem 1948)

### Francouzská kolonizace Afriky

#### Alžírsko
Během francouzského vpádu do Alžírska a následných 70 let bojů s místními obyvateli (mezi lety 1837 a 1903) došlo zejména do roku 1871 k značným demografickým katastrofám. Jen mezi lety 1861 a 1871 ubylo v zemi 600 000 Alžířanů (z 2,7 milionu na 2,1 milionu obyvatel). Příčinami byly ničivá válka a doprovodné jevy, jako podvýživa, nemoci a také emigrace. Ovšem do roku 1890 následně počet obyvatel Alžírska vzrostl ke třem milionům. Historik Ben Kiernan ve své knize Blood and Soil: A World History of Genocide and Extermination from Sparta to Darfur napsal, že francouzské dobývání Alžírska, které de facto skončilo rokem 1875, stálo život 825 000 původních obyvatel Alžírska.

### Svobodný stát Kongo

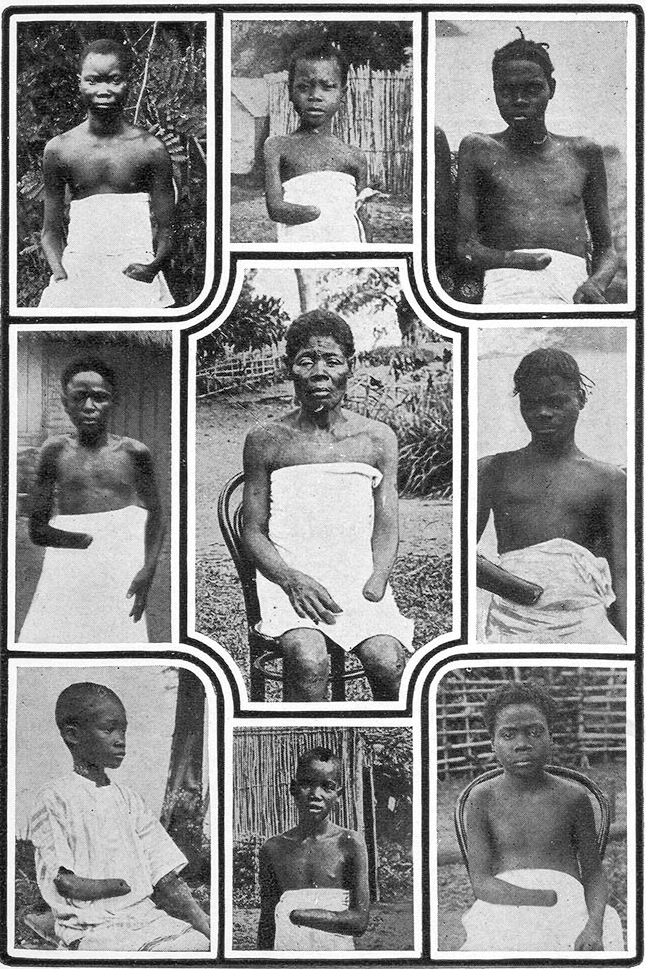
Zmrzačené děti z Konga. Fotografie z knihy King Leopold's Soliloquy Marka Twaina (1905).

V roce 1885 dostal belgický král Leopold II. do svého osobního vlastnictví africké teritorium, které získalo název Svobodný stát Kongo. V něm zavedl ukrutný režim, který vedl ke smrti až 60 % tamní populace. Režim byl tak brutální, že ho v roce 1904 začala vyšetřovat mezinárodní komise. Ta potvrdila nelidské zacházení s domorodci a pod tlakem veřejného mínění byl Leopold II. donucen přenechat území belgickému státu. Leopoldův režim se soustředil na tamní produkci slonoviny a latexu. Pokud domorodci nedodrželi vysoké kvóty produkce, byli trestáni smrtí, což se koloniální správě dokazovalo doručením useknutých rukou. Druhou variantou bylo vyvážit nedodržení kvót opět useknutýma rukama. Pokud se někdo z původních obyvatel vzepřel následovaly masakry celých vesnic. Za relativně krátkou dobu Leopoldovy vlády nad Kongem se tamní populace snížila zhruba o polovinu, tj. odhadem o deset milionů lidí. Příčinami byly: brutální zacházení ze strany kolonialistů, hladovění, podvýživa a s ní spojená vysoká úmrtnost novorozeňat a ve značné míře také epidemie (zejména spavé nemoci).

### Německá jihozápadní Afrika
Zvěrstva proti původním obyvatelům byla od začátku průvodním jevem německého kolonialismu. Nejvýraznější z nich byla genocida v Německé jihozápadní Africe, jejíž přeživší byli deportováni do pracovních táborů. Hererové se stali hlavními oběťmi německého kolonialismu a jejich vyvražďování je označováno za první genocidu 20. století. Příčinami byl nárůst povstání kmenů Hererů, Namů a Damarů proti koloniální nadvládě. Generál Lothar von Trotha, velitel koloniálních vojsk jmenovaný císařem Vilémem II., vydal v roce 1904 rozkaz, aby německé vojsko rozdrtilo povstání, na potkání zabilo každého povstalce a zbytek vzbouřenců zatlačilo do pouště Kalahari, kde měli být ponecháni svému osudu. Celkem v konfliktu zemřelo mezi 25 000 až 100 000 Hererů, více než 10 000 Namů a 1 749 Němců. Oficiální státní německá omluva za genocidu přišla v roce 2004.
Další humanitární katastrofa se udála v Německé východní Africe, kdy po potlačení povstání Maji Maji z roku 1905 na dva roky zavládly brutální represe guvernéra Gustava Adolfa von Götzen. Ten proti vzbouřencům praktikoval taktiku spálené země. Ta v důsledku vedla ke zničení obživy statisíců obyvatel a během vlny hladomoru stála život 200 000 lidí.

### Ruské dobytí Sibiře

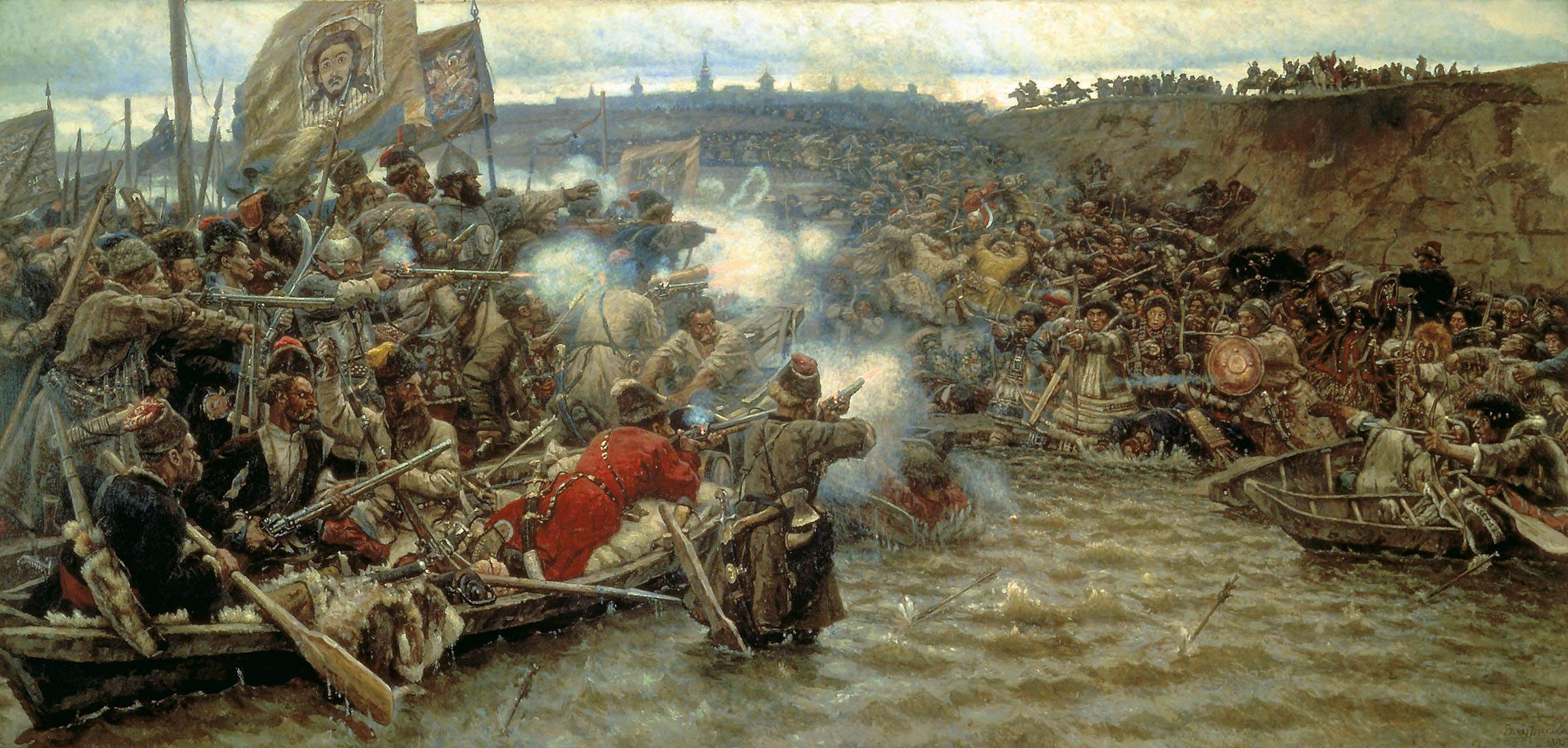
Dobývání Sibiře kozákem Jermakem Timofějevičem; obraz Vasilije Surikova, 1895.

Ruské dobytí Sibiře bylo spojeno s masakry původních obyvatel provedených zejména ruskými kozáky. Pod vedením osob, jako byli Vasilij Danilovič Pojarkov (1645) nebo Jerofej Pavlovič Chabarov (1650), byla během ruské expanze řada původních etnik a národů zmasakrována (například Daurové na Kamčatce, jejichž počet se po řádění kozáků snížil z 20 000 na 8 000). 
Ve čtyřicátých letech 17. století se oběťmi kozáckých masakrů stali Jakuti. Do konce století podobný osud potkal i další kmeny, jako například Čukče. Pokud podrobené kmeny původních obyvatel nedokázaly platit na ně uvalenou naturální daň (tzv. jasak) byli trestáni zabitím. Dle odhadů historiků se 70 % Jakutů nedožilo 40 let věku. Na denním pořádku bývalo i znásilňování a zotročování tamních obyvatel.
V první polovině 18. století Rusové na Kamčatce odrazili a potrestali tři povstání Itelmenů. Ve stejné době válčili také s Čukčii, kteří zaznamenali několik vítězných střetů. Ty ovšem jen vedly k větší brutalitě Rusů. Dalším z odbojných etnik byli Jukagirové. Tato povstání, která kulminovala v roce 1746, v důsledku vedla ke značným poklesům populací domorodých etnik. V současné době tvoří původní obyvatelé Kamčatky pouze 2,5 % tamní populace. Jejich počet se za staletí snížil ze 150 000 na 10 000. V 18. a 19. století Rusové vyvraždili také řadu uralských etnik (např. Mansijce, jejichž počet se snížil o 90 %). Rusové se v těchto oblastech hnali za zisky z prodeje kožešin, čímž způsobili také vybití několika druhů živočichů a tím narušení tamního ekosystému. Dalším etnikem, na kterém Rusové spáchali genocidu byli Aleuti, jejichž muži byli zabíjeni na potkání a ženy a děti zotročovány.

### Japonské císařství

#### Kolonizace ostrova Hokkaidó
Ainuové jsou původními obyvateli ostrova Hokkaidó (původním názvem ostrov Ezo). V roce 1869, krátce po začátku období Meidži, byl japonskou vládou ostrov Ezo přejmenován na Hokkaidó a připojen coby nedílná součást Japonského císařství. Pro lid Ainuů bylo vyhrazeno společenské místo pod etnickými Japonci (etnikum Jamato), kterým měli sloužit. Současně Japonci zakázali používání jazyka Ainuů a omezili jim možnosti obživy (lov a rybaření). Japonci se je tímto snažili vymýtit nebo asimilovat, podle toho, co nastane dříve, protože je nerespektovali jako samostatné etnikum. Ainuové se přitom sami identifikovali jako původní obyvatelé Kurilských ostrovů a Japonce i Rusy považovali za okupanty. V roce 2004 napsala komunita Ainuů žijících na Kamčatce prezidentovi Ruska Vladimiru Putinovi, aby oficiálně označil historické jednání Japonska proti Ainuům za genocidu, ten tak ale neučinil.

#### Kolonizace ostrova Okinawa
Okinawané (lid Rjúkjú) jsou původními obyvateli souostroví Rjúkjú, kteří v této oblasti žijí minimálně 30 000 let a od 15. do 19. století měli vlastní státní útvar království Rjúkjú. Japonsko se souostroví pokusilo dobýt poprvé na konci 16. století. Aby udrželo svou nezávislost uvrhli se pod ochranu čínské dynastie Ming (se kterou je spojoval obchod), přesto však bylo výsledkem, že se stali kolonií Japonska s jistou mírou samosprávy. V roce 1879 se lid Rjúkjú pokusil o povstání proti nadvládě Japonska, ale prohrál. Japonsko reagovalo oficiálním připojením souostroví pod Japonské císařství a jejich přejmenování na Okinawa. Ihned poté bylo, podobně jako v případě Ainuů, zakázáno používat Okinawštinu a začala tvrdá asimilace (museli například přijmout japonská jména a japonskou víru).
Během druhé světové války byli Okinawané centrální vládou Japonska přinuceni vstoupit do armády, přičemž byli v rámci propagandy vystrašeni, že pokud padnou do zajetí, budou zavražděni nebo mučeni. Každé domácnosti byl předán granát, který měli použít v případě, že se Američané zmocní ostrovů. Tehdy se měla domácnost sejít, odjistit granát a spáchat tak hromadnou sebevraždu. Japonská armáda také vystěhovala z domovů každého, kdo odmítl vstoupit do armády. Tyto rodiny přesídlila na nechráněná prostranství (např. na pláže a do jeskyní). Okinawa byla prvním místem, na které Američané při dobývání Japonska zaútočili. V důsledku 120 000 lidí (čtvrtina až třetina z tamního obyvatelstva) zemřela (vojáci i civilisté). Američané vcelku rychle ostrov dobyli a po válce se stal jejich kolonií. Japonský císař ji Američanům udělil na 25 až 50 let výměnou za to, že se stáhnou z ostatních částí Japonska. Ti si z Okinawy udělali oblastní základnu, přičemž si od místních obyvatel přivlastnili nejúrodnější půdu. Japonsku ostrov vrátili až v roce 1972, ale vojenskou základnu na něm mají dodnes. Okinawština spolu s přidruženou kulturou byly v roce 2008 označeny organizací UNESCO za ohrožené. OSN deklarovala, aby se Okinawština povinně vyučovala na tamních školách, ale Japonsko v této věci nic neučinilo. 

#### Genocida Oročů a Nanajců
Během druhé čínsko-japonské války (1937–1945) Japonci prováděli „bakteriální experimenty“ na lidu Oročů, kterým také nuceně podávali opium, což vedlo k poklesu jejich populace pod 1 000 na konci války. Japonci je izolovali od jiných lidí a poručili jim, aby pro ně lovili, za což na oplátku dostávali nedostatečné příděly jídla a nepadnoucí oblečení. Takovéto zacházení vedlo v důsledku k fyzické likvidaci. Japonci Oroče také povinně verbovali do armády, aby za ně bojovali ve válce.
Dalším etnikem téměř vymýceným krutostí Japonců byli Nanajci, jejichž populace se snížila o 90 %. Konce druhé světové války se dožilo jen 300 Nanajců (přičemž v roce 1930 jich bylo kolem 1 200).

### Genocida Džúngarů
Někteří akademici odhadují, že během dobývání Džungarského chanátu mandžuskou říší Čching došlo v letech 1755 až 1757 ke smrti 80 % Džúngarů (tj. nejméně 600 000 lidí), a to kombinací válek a nemocí. Konflikt označil za genocidu například historik Mark Levene.

## Britské impérium (před rokem 1948)
Místa jako dnešní Spojené státy americké, Kanada, Austrálie nebo Nový Zéland byla pro Brity neobsazeným územím (tzv. Terra nullius) vhodným pro vznik kolonií. Tím pádem Britové neuznávali nároky tamních původních obyvatel na vlastnictví a suverenitu. Takováto osídlení poté doprovázel masový úbytek počtu původních obyvatel kombinací násilných smrtí, masakrů nebo nových nemocí; a dále také nucená asimilace. Naopak počet kolonistů rychle rostl a ve svých koloniích postupně vytvořili zcela novou společnost, ve které se původní obyvatelé stali potlačovanou menšinou. V některých případech mohly konflikty mezi kolonisty a původními obyvateli trvat celá staletí, jako například války mezi Austrálci a Brity nebo americké Indiánské války.
Masové vymírání původních obyvatel způsobily zejména epidemie nových nemocí, které s sebou přinesli kolonisté. Během britské kolonizace zemřelo kolem 80 % Austrálců, 57 % Maorů a 75 % Prvních národů. Přeživší byli vystaveni rasové diskriminaci, omezení politických práv a nucené asimiliaci a převýchově dětí. Odhady stanovují celkový počet obětí čtyři století trvajícího britského kolonialismu na 150 milionů lidí.

### Dobytí Irska
Britové od 16. století kolonizovali Irsko a ve snaze získat tamní úrodné oblasti zavedli systém plantáží pod britskou správou. Největší takto spravovanou oblastí byla provincie Ulster. Tato nucená správa nad Irskem vedla v roce 1641 k povstání, které bylo Brity následně potlačeno. Během válek tří království mezi Anglií, Skotskem a Irskem v letech 1639 až 1653 byla vojsky Olivera Cromwella spáchána řada masakrů na irském lidu. Spolu se zničením úrod a tím vzniku hladomorů stály tyto konflikty život statisíců Irů, přičemž dalších 50 000 Irů bylo prodáno coby smluvní služebníci. Britům je také dáván za vinu rozsah obětí velkého irského hladomoru z poloviny 19. století, kdy Britové neposkytli Irům dostatečnou pomoc. Velký irský hladomor byl osudný pro milion lidí a další milion opustil zemi (zejména do Spojených států amerických).

### Kolonizace Austrálie a Tasmánie
Vymírání Tasmánců je akademiky bráno jako klasický příklad genocidy. Mezi lety 1824 a 1920 osadníci a jednotky složené z Austrálců pod velením Britů zabili na 10 000 Tasmánců, které považovali za havěť a někdy je dokonce lovili pro sport. 
Populace Austrálců čítala v odhadu k roku 1788 půl milionu osob, roku 1900 se ale dožilo jen 50 000. Většina zemřela v důsledku epidemií nových nemocí, ale nejméně 20 000 Austrálců zemřelo během válečných konfliktů s Brity. Zejména v první polovině 20. století Britové aplikovali principy nucené asimilace, kdy odebírali děti Austrálců a zavírali je do převýchovných škol. Tento osud potkal kolem 100 000 dětí, kterým se později začalo říkat ukradená generace. Za tuto kulturní genocidu se řada států Austrálie, včetně Queenslandu, omluvila v devadesátých letech 20. století. Britové také prováděli na ženách Austrálců sterilizaci.

### Hladomory v Britské Indii

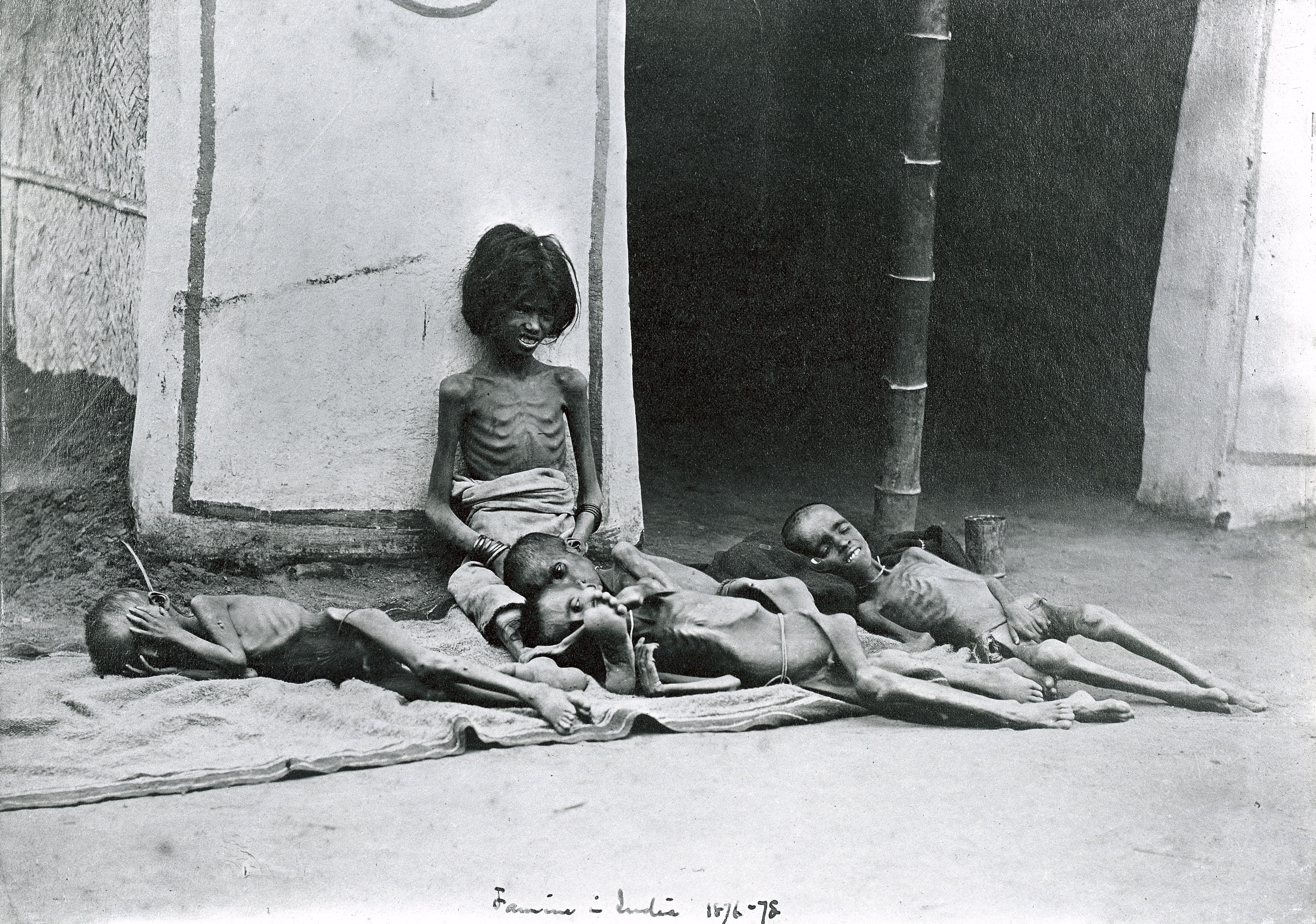
Oběti indického velkého hladomoru z let 1876 až 1878.

V roce 2000 představil historik Mike Davis svou knihu Late Victorian Holocausts: El Niño Famines and the Making of the Third World. V ní ukázal vazby mezi důsledky Brity zavedeného politického a ekonomického systému v Britské Indii a klimatickými podmínkami (zejména tzv. El Niño – Jižní oscilace). Davis studoval, jaký podíl na hladomorech v Britské Indii měl kolonialismus a jaký klimatické podmínky. Přičemž prokazuje, že miliony životů jdou na vrub britskému koloniálnímu systému spíše než přírodě. Zmínit lze Bengálský hladomor 1770, během kterého zemřelo 2 až 10 milionů lidí. Vedle klimatické příčiny – extrémního sucha – je za příčinu rozsahu obětí označován přístup britské správy (resp. Britské Východoindické společnosti), který zakazoval zdejším obyvatelům vytvářet zásoby, stanovoval vysoké zemědělské daně a nutil zemědělce pole osívat exportními plodinami (opium, indigo) spíše než potravinami. Ještě během 18. století následovaly další hladomory (tzv. Chalisa a Doji Bara, které dohromady stály životy až 20 milionů lidí). Další hladomory přišly v 19. století a opět měly milionové oběti. Někteří historikové, jako například Niall Ferguson, ovšem zpochybňují Davisův výzkum co do míry role britské správy na těchto tragédiích. Poslední velký hladomor pod britskou správou se odehrál v Bengálsku v roce 1943. Ten je obvykle přičítán lidskému vlivu. Během druhé světové války došlo v Bengálsku k vysoké inflaci, během které prudce vzrostly ceny, přičemž v důsledku války se snížila produkce základních potravin. Vedle toho ve snížených životních podmínkách ještě propukla epidemie malárie. Navíc humanitární pomoc začala chodit až několik měsíců po vypuknutí hladomoru. Ten si tak vybral daň v podobě 2 až 3 milionů zemřelých. 

### Boom kaučuku v Kongu a Amazonii

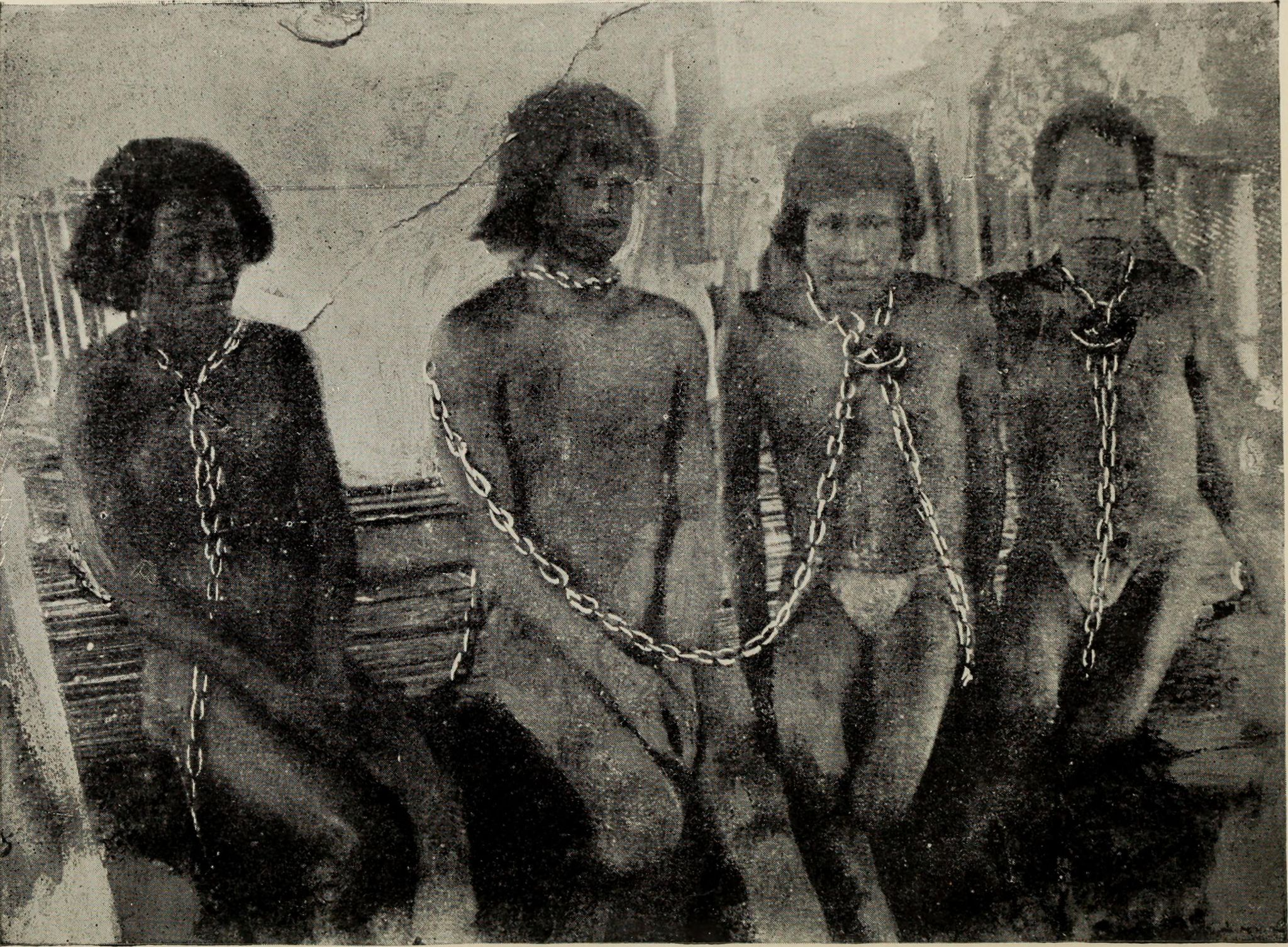
Zotročení amazonští indiáni z Peru (začátek 20. století).

V letech 1879 až 1912 raketově stoupla poptávka po kaučuku. V tomto důsledku výrazně stoupla cena latexu a tím se jeho produkce stala nesmírně výnosnou. V té době se latex dovážel zejména z pralesů v Amazonii a ve střední Africe. Jeho produkce si vyžadovala nasazení značného počtu lidí, což mělo negativní vliv na původní obyvatele Brazílie, Peru, Ekvádoru, Kolumbie a Konga. Zatímco majitelé plantáží nesmírně bohatli, dělníci dostávali jen velmi malou mzdu. V celé řadě případů dokonce nedostávali žádný plat a pracovali jako otroci. Tvrdé podmínky práce v pralesích a špatné zacházení ze strany kolonistů vedly ke snížení populací některých domorodých kmenů až o 90 %. Na jedné zdokumentované plantáži pracovalo kolem 50 000 původních obyvatel, přičemž 42 000 z nich zde při práci zemřelo.

## Novodobé příklady

### Brazílie
Od konce padesátých let do roku 1968 se brazilská vláda pokoušela nuceně asimilovat původní obyvatele země. V roce 1967 dokončil státní zástupce Jader de Figueiredo Correia svou zprávu o zločinech proti původním obyvatelům Brazílie a předal ji ministrovi vnitra. Zpráva popisovala systematickou represi původních obyvatel zahrnující zotročování, znásilňování, mučení, zneužívání nebo zabavování půdy. Zpráva o sedmi tisících stranách byla zveřejněna až v roce 2012. Dokument studovala také novodobá vládní Národní komise pro pravdu, která měla za úkol vyšetřit státní podíl na porušování lidských práv v Brazílii v letech 1946 až 1988 (zejména v období vojenské diktatury z let 1964 až 1985). Zpráva komise zveřejněná v prosinci 2014 potvrdila státní zapojení do represí (podařilo se jí spojit přes 300 státních agentů s mučením či zabíjením lidí a zneužíváním moci). Podle zveřejněných statistik stát způsobil smrt 434 Brazilců a přes 8 000 původních obyvatel, přičemž autoři materiálu uvedli, že počty zabitých nebo zmizelých domorodců mohou být závratně vyšší. Ve zprávě je zmíněno i několik případů, kdy vlastníci půdy nebo státní zaměstnanci záměrně vystavily domorodé kmeny pravým neštovicím. Komise nakonec obvinila 134 osob, nikdo z nich ale nestanul před soudem. Důvodem je zákon o amnestii, který byl přijat po konci vojenské diktatury a jenž zakazuje trestat zločiny té doby.

### Čína

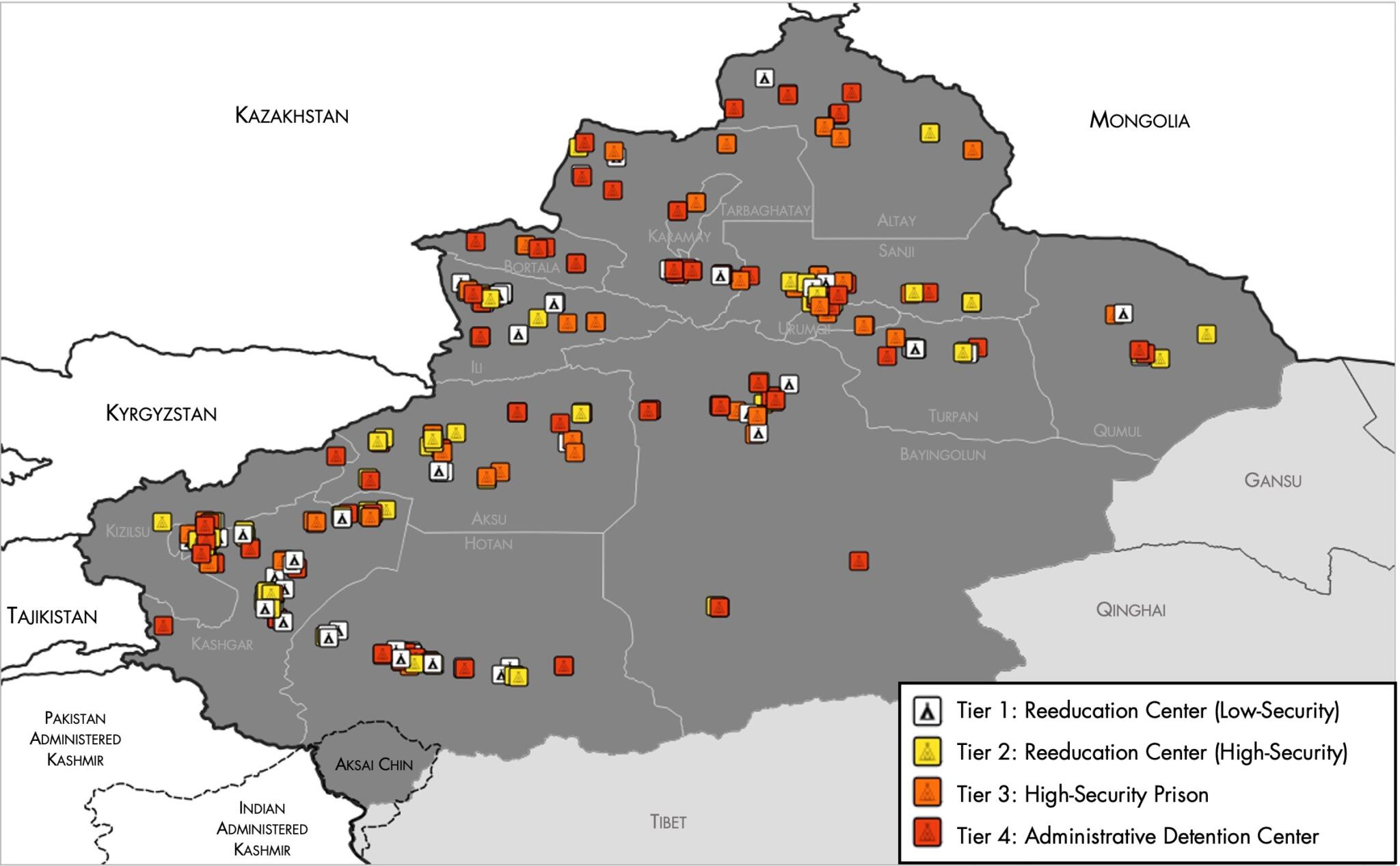
Mapa reedukačních středisek v Sin-ťiangu vytvořená americkou National Geospatial-Intelligence Agency.

Pokračující perzekuce čínské vlády proti Ujgurům v Ujgurské autonomní oblasti Sin-ťiang je také označována za genocidu. Od roku 2014, pod vládou generálního tajemníka Si Ťin-pchinga, byl více než jeden milion muslimů (převážně Ujgurů) internován do táborů (tzv. reedukační střediska). Podle zpráv humanitárních organizací dochází v táborech k etnocidě. Ujgurúm je zakázáno praktikovat vlastní náboženství, dochází k jejich převýchově a politické indoktrinaci. Zprávy hovoří také o nucené sterilizaci, interrupcích a špatném zacházení ze strany táborových stráží. Čína potvrdila, že k roku 2018 došlo v regionu k poklesu porodnosti téměř o třetinu, ale odmítla tvrzení o nucené sterilizaci a etnocidě.
K nucené asimilaci dochází také od padesátých let 20. století v Tibetu. Odhady hovoří až o milionu (pětina populace Tibeťanů) mrtvých v důsledku čínské okupace.

### Kolumbie
Kmeny domorodých obyvatel Kolumbie jsou dlouhodobým terčem militantních skupin v zemi, armády i drogových kartelů. Zatímco Národní organizace původních obyvatel Kolumbie označuje tuto skutečnost za v podstatě genocidu, jiní se domnívají, že chybí úmysl likvidace etnika jako takového, a proto nejde o genocidu dle definice.

### Konžská demokratická republika
V Kongu probíhá již celá desetiletí genocida pygmejských kmenů Mbuti, Lese a Ituri. Během druhé války v Kongu (1998–2003) byli Pygmejové loveni a někdy také pojídáni jedinci z obou stran konfliktu, kteří věřili, že jim toto jednání dodá magické síly. Na východě země byla během války vyhlášena operace s názvem Effacer le tableau, která měla za cíl masové vyvraždění pygmejů v tamní oblasti. Během této operace zemřelo mezi 60 000 a 70 000 Pygmeji.

### Východní Timor
V roce 1975 Indonésie napadla Východní Timor, který byl v té době kolonií Portugalska. Následně se tamní obyvatelé dočkali nové vlny represí, nucené asimilace a náporu státem podporované imigrace obyvatel Indonésie. Tamní vojenská správa stála v letech 1975 až 1993 životy 120 000 až 200 000 lidí. Do mezinárodního hledáčku se praktiky indonéské armády ve Východním Timoru dostaly v roce 1991 v důsledku masakru na hřbitově Santa Cruz v hlavním městě Dili, kde armáda během demonstrace za nezávislost zabila 250 lidí. Důsledkem mezinárodního zájmu bylo také udělení Nobelovy ceny za mír roku 1996 katolickému knězi Carlosovi Belovi a exilovému politikovi Josému Ramos-Hortovi za přispění k mírovému řešení východotimorského konfliktu. Ani mezinárodní tlak, ale nepřispěl k utišení situace. Indonéská vláda naopak posílila imigraci. V roce 1999 proto byla do Východního Timoru vyslána mezinárodní mise INTERFET, která vedla k referendu, ve kterém se většina obyvatel přiklonila k nezávislosti. I poté pokračovalo několik paramilitantních skupin v masakrech. Celý konflikt stál životy 100 000 až 200 000 lidí a populace původních obyvatel Východního Timoru se tím snížila nejméně o třetinu oproti roku 1975. Většina z nich zemřela v důsledku hladomoru a nemocí.

### Guatemala

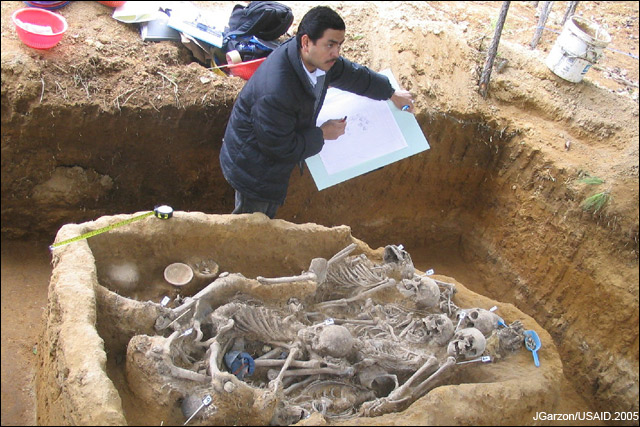
Exhumace masového hrobu obětí guatemalské občanské války.

Během vleklé guatemalské občanské války (1960–1996) se státní složky dopustily zločinů proti Mayům. Stát podezříval Maye ze spolupráce s komunistickými rebely, což byla v některých případech pravda. Praktikoval přitom ovšem princip kolektivní viny, který otiskl do tří tažení proti Mayům. Prvním bylo tažení, během kterého stát použil taktiku spálené země doprovázenou masakry Mayů a nucenými odvody jejich chlapců do státní armády. Při druhém byli loveni ti, kteří utekli před odvodem do armády. Při třetím byli přeživší zavíráni do převýchovných táborů. Doprovodným jevem bylo také hromadné znásilňování žen, které bylo oficiální demoralizační taktikou. Děti byly ubity nebo zaživa vhozeny do masových hrobů, kde byly udušeny váhou mrtvých těl. Odhaduje se, že během guatemalské občanské války zmizelo kolem 200 000 lidí, převážně Mayů. V roce 2013 byl bývalý prezident Guatemaly a generál armády v době války Efraín Ríos Montt odsouzen za zločiny proti lidskosti k 80 letům vězení, týden poté byl ovšem rozsudek Ústavním soudem Guatemaly zvrácen.

### Irák
Jezídové jsou nábožensko-etnickou skupinou žijící na Blízkém Východě, která se opakovaně stává terčem islámských radikálů (zejména v Iráku). Násilí na Jezídech trvá již celá staletí. Z novějších lze zmínit Masakr v Sindžáru z roku 2014, při kterém Islámský stát zabil až 5 000 Jezídů (mužů), přičemž jejich ženy se staly oběťmi sexuálního otroctví a obchodu s lidmi.

### Indonésie
Od vyhlášení nezávislosti na konci druhé světové války až do konce šedesátých let 20. století Indonésie usilovala o zisk západní části Nové Guineje, která tehdy zůstala v moci Nizozemska. V šedesátých letech se jí konečně podařilo získat západní část ostrova, aby se ovšem ihned o něj začala přetahovat s osvobozeneckým hnutím regionu Papua (se snahou o připojení k východní části ostrova – Papua Nová Guinea). Konflikt vedl k vlně masakrů, znásilňování a represí původních obyvatel. Ztráty na životech se odhadují mezi 100 000 a 300 000 osobami. Protesty Papuánců proti nadvládě Indonésie pokračují dodnes. 

### Myanmar

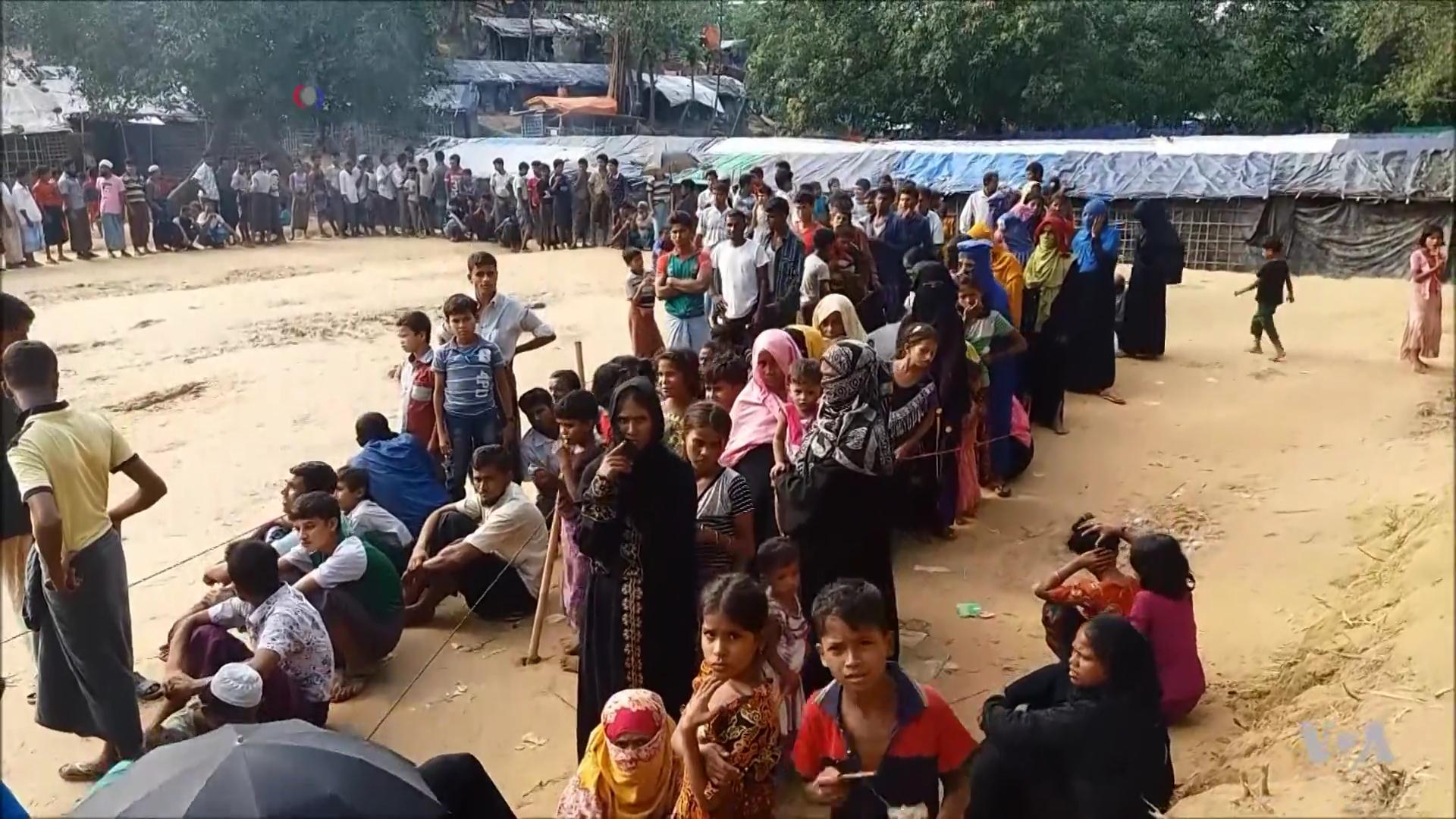
Uprchlický tábor Rohingů v Bangladéši (2017).

Občanská válka v Myanmaru (Barmě) mezi vojenskou juntou a povstalci vedla k perzekuci Karenů. Kolem půl milionu Karenů bylo armádou násilně vysídleno z domovů a opakovaně vystaveno útokům a represím. Vojáci Kareny zneužívají na nucenou práci (včetně dětí, které také odvádí do armády coby dětské vojáky) a dochází rovněž k hromadným znásilněním. Dalším etnikem vystaveným genocidě v Myanmaru jsou Rohingové. Armáda vypaluje jejich vesnice a nutí je k opuštění země. Do roku 2017 emigrovalo přes 700 000 Rohingů do Bangladéše.

### Palestina
V průběhu rozsáhlého izraelsko-palestinského konfliktu byl Stát Izrael některými vědci obviňován ze spáchání genocidy na Palestincích. Události jako Nakba v roce 1948, masakr v Sabře a Šatíle v roce 1982, blokáda pásma Gazy (2007–současnost) a válka v Gaze v roce 2014 byly použity jako příklady důkazů genocidy spáchané Izraelem. Někteří vědci, jako Raz Segal a Martin Shaw, se domnívají, že v Gaze probíhá během války v Pásmu Gazy (2023–současnost) pokračující genocida. Vláda Jihoafrické republiky zahájila řízení proti Izraeli u Mezinárodního soudního dvora s tvrzením o porušení Úmluvy o zabránění a trestání zločinu genocidia.

### Paraguay
V paraguayské provincii Chaco žije 17 kmenů původních obyvatel. K roku 2002 jejich populace čítala již jen 86 000 lidí. V období let 1954 až 1989, kdy Paraguay ovládal vojenský režim Alfreda Stroessnera, docházelo k masovému státnímu zabavování půdy a represím původních obyvatel. Na přelomu šedesátých a sedmdesátých let došlo ke genocidě etnika Aché. V této době bylo zabito 85 % jejich populace, přičemž byli často rozsekáni mačetami. Cílem armády bylo zlikvidovat původní obyvatele, aby se na tamních územích mohlo rozšířit těžařství a farmářství. Původně žili v teritoriu o rozloze 20 000 kilometrů čtverečních, po řádění armády byli přeživší uzavřeni do rezervací o celkové rozloze 50 kilometrů čtverečních.